# Little Havana
Little Havana (hiszp. Pequeña Habana; pol. Mała Hawana) – dzielnica miasta Miami, położonego na Florydzie w USA. Little Havana otrzymała nazwę po Havanie, stolicy i największym mieście Kuby.
Little Havana jest zanotowana jako centrum społecznej, kulturalnej i politycznej działalności w Miami.
Odbywają się tam liczne festiwale, między innymi: Carnival Miami (Karnawał Miami), Cultural Fridays (Kulturalne piątki), the Three Kings Parade (Parada Trzech Króli) i inne, są one transmitowane dla milionów ludzi, każdego roku na różnych kontynentach. Little Havana jest również znana z jej zabytków łącznie z Calle Ocho, i z jej Chodnika Gwiazd (dla sławnych latynoskich osobowości, łącznie z Celią Cruz, Willym Chirino i Glorią Estefan), Kubański Bulwar Pamięci, Plaza de la Cubanidad, Domino Park, The Tower Theater, Park Jose Marti i innych. Nazwa "Little Havana" pojawiła się w latach 60. XIX wieku.

## Galeria zdjęć

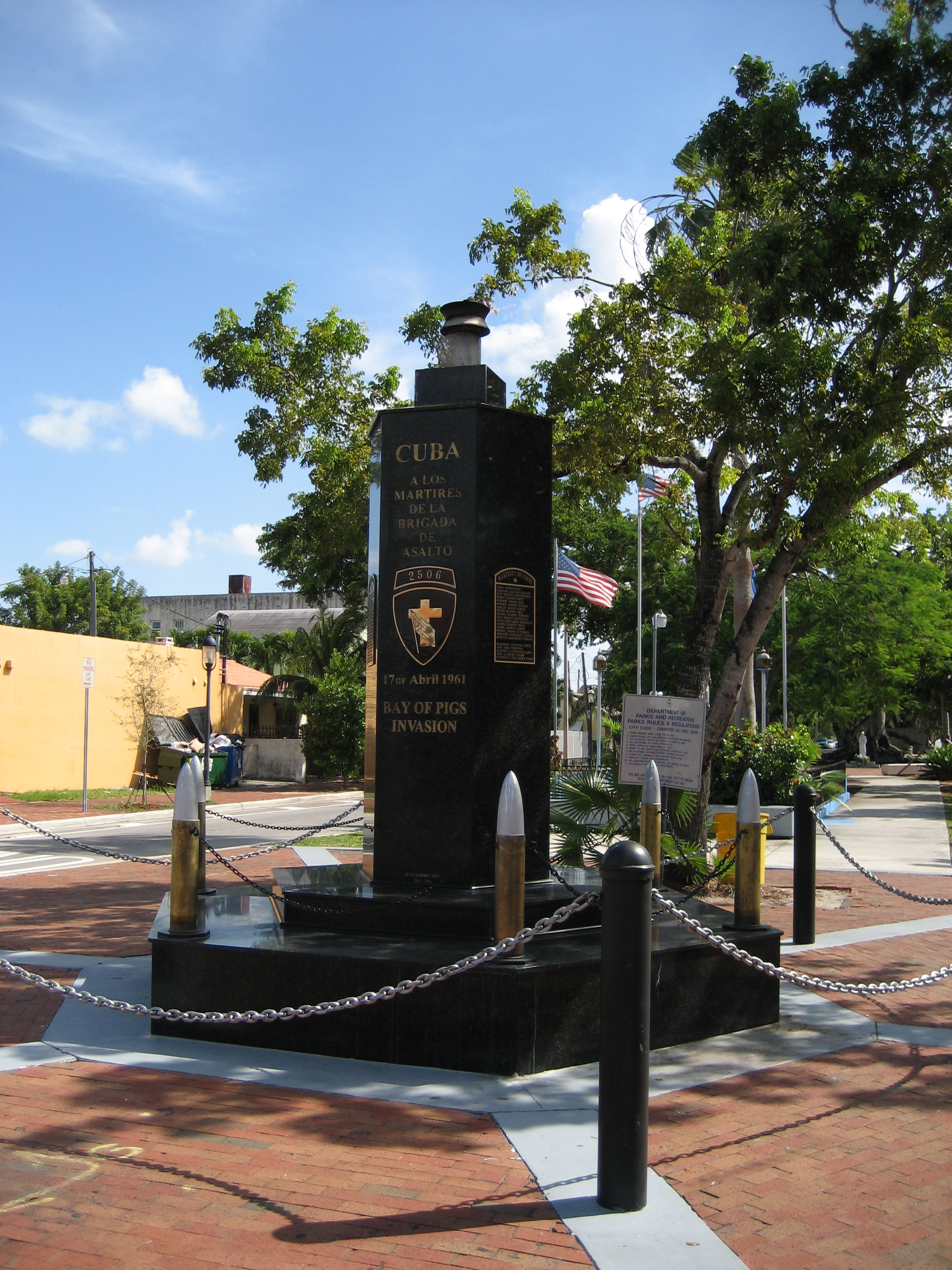
Pomnik ustawiony na pamiątkę Inwazji w Zatoce w Świń.